# Hersilia yaeyamaensis
Hersilia yaeyamaensis är en spindelart som beskrevs av Akio Tanikawa 1999. Hersilia yaeyamaensis ingår i släktet Hersilia och familjen Hersiliidae. Inga underarter finns listade i Catalogue of Life.